# 拉旺德莱
拉旺德莱（法語：La Vendelée，法語發音：[la vɑ̃dle]）是法国芒什省的一个市镇，属于库唐斯区。

## 地理
拉旺德莱（49°4'52"N, 1°27'45"W）面积5.04 平方千米，位于法国诺曼底大区芒什省，该省份为法国西北部沿海省份，西、北、东北三面环大西洋，东起顺时针与卡爾瓦多斯省、奧恩省、马耶讷省和伊勒-维莱讷省接壤。
与拉旺德莱接壤的市镇（或旧市镇、城区）包括：布兰维尔、格拉托、蒙蒂雄、圣索沃尔维拉日、滨海古维尔。

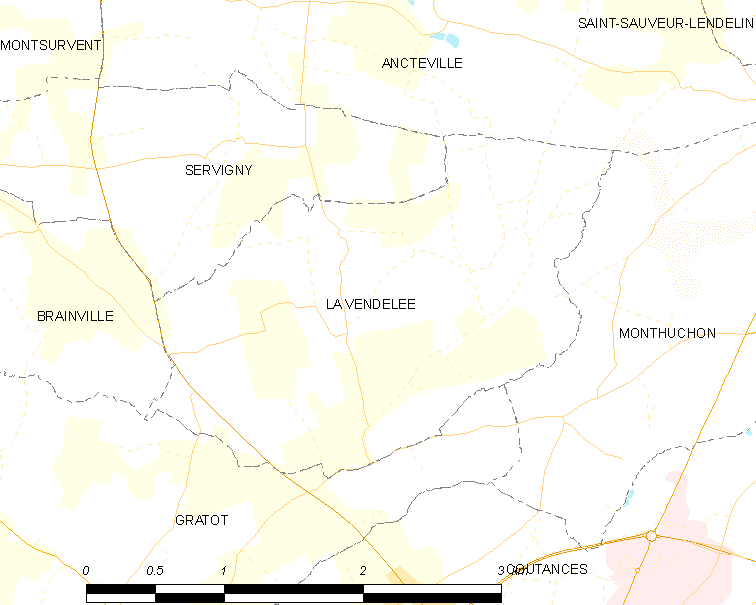
拉旺德莱的OSM定位图

拉旺德莱的时区为UTC+01:00、UTC+02:00（夏令时）。

## 行政
拉旺德莱的邮政编码为50200，INSEE市镇编码为50624。

## 政治
拉旺德莱所属的省级选区为库唐斯县。

## 人口

1962-2008年间拉旺德莱人口变化图示

拉旺德莱于2022年1月1日时的人口数量为468人。